# Gobernación
Una gobernación es una división administrativa de un estado, que ha sido aplicada a muchas entidades políticas a lo largo de la historia. Está encabezado por un gobernador.
El uso más común es como una traducción del término persa farmandari o del término árabe محافظة transliterado como muḥāfaẓa, muhafaza o mohafaza (plural: محافظات, transliterado como muḥāfaẓat, muhafazat o mohafazat).  Igualmente el de vilayato (en árabe, ولاية, transliterado como wilaya; en turco, vilayet). 
También puede referirse a las guberniya y general-gubernatorstvo del Imperio ruso o los gobiernos del Imperio español.
A veces se ha usado el término gobernatura que, al igual que gubernatura, no es reconocido por el Diccionario de la Real Academia Española.
No deben confundirse estas instituciones con el Ministerio de la Gobernación (nombre tradicional en España del actual Ministerio del Interior), ni con dos términos calificativos de la intervención política del Estado: el actual gobernanza y el tradicional de buen gobierno.
En México, la Secretaría de Estado equivalente a un Ministerio del Interior lleva desde 1853 el nombre de Secretaría de Gobernación.

## Países árabes
El término gobernación se usa ampliamente en los países árabes para describir sus unidades administrativas. Algunas gobernaciones combinan más de un muhafazah; otros siguen de cerca los límites tradicionales heredados del sistema vilayet del Imperio otomano.
Con la excepción de Túnez, todas las traducciones al término gobernación se originan en la palabra árabe muhafazah.
- Gobernaciones de Arabia Saudita
- Gobernaciones de Baréin
- Gobernaciones de Egipto
- Gobernaciones de Irak (traducción oficial, a veces también traducida como provincia)
- Gobernaciones de Jordania
- Gobernaciones de Kuwait
- Gobernaciones del Líbano
- Gobernaciones de Omán
- Gobernaciones de Palestina
- Gobernaciones de Siria
- Gobernaciones de Túnez (el término local es wilayah)
- Gobernaciones de Yemen

## Imperio español
En el Imperio español, las gobernaciones eran una división administrativa, más o menos análoga a una provincia directamente debajo del nivel de la audiencia o capitanía general, y el virrey en áreas directamente bajo la administración de este. Los poderes y deberes de un gobernador eran idénticos a los de un corregidor pero un gobernador administraba un área más grande o más próspera que el anterior.

## Imperio italiano
- Gobernaciones de África Oriental Italiana

## Imperio portugués
En el Imperio portugués, una gobernación general (en portugués: governo-geral) era una administración colonial. Por lo general, se crearon para ser un gobierno centralizado sobre colonias o territorios más pequeños del Imperio.
Gobernaciones generales del Imperio portugués:
- Gobernación General de Brasil (1549-1572 / 1578-1607 / 1613–1621)
- Gobernación General de Bahía (1572-1578 / 1607–1613)
- Gobernación General de Río de Janeiro (1572-1578 / 1607–1613)

## Imperio ruso
En el Imperio ruso, una gubernia o gobernación general (en ruso, губерния; alfabeto fonético internacional: gu'bʲɛrnʲɪjə) (también gubérniya, gubérniia, gubernya) era la mayor subdivisión administrativa del Imperio regida por un gobernador (губернатор, gubernátor).
Esta subdivisión se creó a partir del edicto de Pedro I el 18 de diciembre de 1708. En 1719, las gobernaciones fueron subdivididas en provincias (провинции). Por la reforma de 1775, la subdivisión de las gobernaciones fue dividida en uyezds (уезды), basadas en la población, y el término gubernia fue remplazado por namiestníchestvo (en ruso наместничество), a veces traducido como virreinato.
Por el ucase del Senado ruso del 13 de diciembre de 1796, el estatus oficial de gobernatura general fue restablecido, y Rusia se volvió a subdividir en gobernaciones, subdivididas en uyezds, y estas en volosts (волость). La subdivisión se mantuvo hasta la Revolución rusa de 1917, cuando fue abolida.

## Alemania
En los actuales Estados alemanes de Baden-Württemberg, Baviera, Hesse y Renania del Norte-Westfalia, como así como otras en el pasado, existen regiones administrativas subestatales llamadas Regierungsbezirk, que a veces se traduce como gobernación o condado.
Durante la época del Tercer Reich, existió un "Gobierno General para las áreas polacas ocupadas" (en alemán: Generalgouvernement für die besetzten polnischen Gebiete). El alemán (basado en un término tradicional prusiano) se traduce a veces como gobernación general.

## Rumania
Durante la Segunda Guerra Mundial, Rumania administró tres gobernaciones: la Gobernación de Besarabia, la Gobernación de Bucovina y la Gobernación de Transnistria.

## Ucrania
Cuando la Ucrania reclamó la autonomía en 1917 y luego la independencia de Rusia en 1918, heredó la subdivisión imperial de su tierra con nueve gobernaciones, dos okruhas y tres ciudades con estatus especial. Cada gobernación (en ucraniano: huberniia) estaba subdividida por la unidad más pequeña de condado (povit) y aún más pequeño (volost).
Al final de la guerra soviético-ucraniana en 1920, los soviéticos los hicieron parte de la RSS de Ucrania. La Ucrania soviética se reorganizó en doce gobernaciones, que se redujeron a nueve en 1922 y luego se reemplazaron con okruhas en 1925.

## Vaticano
Bajo la ley fundamental del Estado de la Ciudad del Vaticano, la autoridad ejecutiva del Papa para la Ciudad del Vaticano es ejercida por la Gobernación del Estado de la Ciudad del Vaticano. El Presidente del cuerpo legislativo de la Ciudad del Vaticano es ex officio el presidente de la gobernación. Los otros funcionarios clave de la Gobernación son el secretario general y el secretario general adjunto. Los tres funcionarios son nombrados por el Papa por períodos de cinco años.